# Crocifisso tra i santi Girolamo e Cristoforo
Il Crocifisso tra i santi Girolamo e Cristoforo è un dipinto a olio su tavola (59x40 cm) di Pinturicchio, databile al 1475 circa e conservato nella Galleria Borghese a Roma.
Si tratta di uno dei primi dipinti attribuibili al pittore, dopo alcune delle tavolette delle Storie di san Bernardino (1473).

## Descrizione e stile
L'opera mostra il Crocifisso in secondo piano, che ha sullo sfondo una valle fluviale, indagata con cura del dettaglio fin nei particolari più lontani, il che rimanda al mondo fiammingo. Ai lati si trovano san Girolamo in veste di penitente, con l'immancabile leone ammansito (di cui è presente solo la testa), il cappello cardinalizio gettato a terra e la pietra usata per percuotersi il petto in segno di penitenza, mentre a destra (sinistra del Crocifisso) e in primo piano sono san Cristoforo e il Bambin Gesù. Cristoforo, che tiene in mano la palma del martirio, guarda verso il fanciullo sulle proprie spalle che, secondo la tradizione, ebbe il privilegio di traghettare su un fiume. Il Bambino tiene in mano un pomo e indossa una cuffietta che si ritrova in altre opere giovanili di Pinturicchio, come la Madonna col Bambino benedicente della National Gallery di Londra (1480 circa).
Del gruppo di san Cristoforo esiste una replica esatta, sebbene in controparte, in un dipinto di Fiorenzo di Lorenzo sulla Madonna tra santi nello Städel di Francoforte sul Meno. L'utilizzo del medesimo disegno preparatorio, se non dello stesso cartone, ha fatto ipotizzare che Pinturicchio si fosse formato nella bottega di Fiorenzo.
La pittura è arricchita da colori come smaltati e lumeggiature dorate di alta qualità.